# 柑野夏希
柑野 夏希（かんの なつき、1月21日 - ）は、日本の女優。新潟県五泉市出身。加川事務所所属。

## 人物
新潟県五泉市（旧村松町出身）。
地元新潟でデビューし、その後活動の拠点を東京に移す。
女優として舞台、映画、CM、ドラマ等に出演。声優やナレーターや司会者としても活動を行っている。

## 出演

### 舞台
- 悪衣の天使
- 七つの人形の恋物語
- アルルカン
- 手紙
- 愛しのロザライン
- 蒲公英のある庭
- ら抜きの殺意
- ノスタルジック・カフェ　1971・あの時君は
- うちのナース達
- もやしの唄（ヒロイン）
- 俺の屍を越えていけ
- ウェディングドレスに乾杯！（ヒロイン）
- はい、チーズ！（ヒロイン）
- また逢う日まで
- マクベスの妻と呼ばれた女(オフィーリア役)
- 亀戸朝日町商店街

### テレビ
- 中居正広の神センス！塩センス！（高橋 真麻役）
- お買いもの大図鑑（ほしのあきプロデュース トレンカモデル）
- NTT東日本マイライン劇場（主演）

### 映画
- トレジャーハンタークミコ Kumiko, the Treasure Hunter(2015年3月全米公開)
- 警視 港 古志郎パート2(第6話 犯人 百合役)

### CM
- ナリス化粧品『LUQUE』
- 生涯学習のユーキャン 各シリーズ
- 参議院選挙

### 声優
- 雲の階段（Wヒロイン 亜紀子と明子役）
- きらりん☆レボリューション
- シンデレラ・ボーイ
- たいやきみっちゃん

### ナレーター
- NTT東日本
- NTT docomoシリーズ
- 住宅情報JUGA
- 上越国際スキーリゾート
- 中越運輸グループ
- 大光銀行
- タイヤ館

### 司会・MC・リポーター
- 新潟スタジアムビックスワン（2001年記念事業フィールドレポーター）
- 北陸ガスイベント（MC）
- 任天堂イベント（MC）
- 経済産業省省エネ教室（MC）
- たまプラーザ住宅展示場（MC）
- 燃料電池自動車（MC）
- ＣＳテレビアニメ製作発表（MC）
- バンダイイベントキャラバン（MC）
- 東映ヒーロー大集合映画イベント（MC）
- TIBHAR×SAN-EI×卓球王国 オリンピック選手とラリー体験イベント (MC ラリー実況）
- ニコニコプロレスチャンネル プロレス中継 （実況/コメンタリー）

## その他
- 高校時代は野球部に所属しており、マネージャーとして部活動に励んでいた。当時の経験を生かしBCリーグ公式記録員としても活動していた。
- 新潟出身メンバーで構成されるビートルズバンド「Flying House」にボーカルNackyとして参加している。
- 日本舞踊 若柳流 若葉会に師事。
- 2017年1月4日からニコニコプロレスチャンネル（通称：ニコプロ）[2]。初の女性MC、コメンタリーとして活動。　→「会場で生観戦し肌で感じた事を言葉に載せる」ことを信条とし、過去戦歴の勝敗データから直近の大会動向までを網羅するコメンタリーで好評を博した。